# Origami de ADN

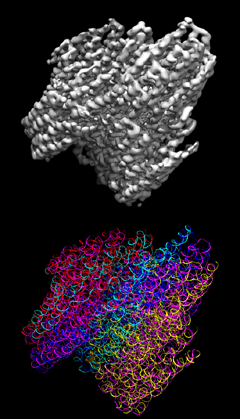
Objeto de origami de ADN a partir de ADN viral visualizado por tomografía electrónica. El mapa está en la parte superior y el modelo atómico del ADN coloreado debajo. (Depositado en EMDB EMD-2210)

El origami de ADN es el plegamiento del ADN a nanoescala para crear formas bidimensionales y tridimensionales arbitrarias. La especificidad de las interacciones entre pares de bases complementarias hacen del ADN un material de construcción útil, a través del diseño de sus secuencias de bases. El ADN es un material bien entendido para crear andamios que sostienen otras moléculas en su lugar o para crear estructuras por sí solo.
El origami de ADN fue historia de portada de la revista Nature el 16 de marzo de 2006. Desde entonces, el origami de ADN ha pasado de ser una forma de arte y ha encontrado una serie de aplicaciones, desde sistemas de administración de fármacos hasta usos de circuitos en dispositivos plasmónicos; sin embargo, la mayoría de las aplicaciones comerciales permanecen en una fase de concepto o prueba.

## Descripción general
La idea de utilizar el ADN como material de construcción fue presentado por primera vez a principio de la década de 1980 por Nadrian Seeman. El método actual de origami de ADN fue desarrollado por Paul Rothermund en el Instituto de Tecnología de California. El proceso implica el plegamiento de una sola cadena larga de ADN viral (típicamente el ADN genómico de 7.249 pb del bacteriófago M13) con la ayuda de múltiples cadenas "básicas" más pequeñas. Estas hebras más cortas se unen a las más largas en varios lugares, dando como resultado la formación de una forma bidimensional o tridimensional predefinida. Los ejemplos incluyen una cara sonriente y un mapa tosco de China y las Américas, junto con muchas estructuras tridimensionales como cubos.
Para producir una forma deseada, las imágenes se dibujan con un relleno de trama de una sola molécula de ADN larga. Luego, este diseño se introduce en un programa de computadora que calcula la ubicación de las hebras de grapas individuales. Cada elemento básico se une a una región específica de la plantilla de ADN y, por lo tanto, debido al emparejamiento de bases de Watson-Crick, las secuencias necesarias de todas las hebras básicas se conocen y muestran. El ADN se mezcla, luego se calienta y se enfría. A medida que el ADN se enfría, las diversas grapas tiran de la hebra larga hasta darle la forma deseada. Los diseños se pueden observar directamente a través de varios métodos, que incluyen microscopía electrónica, microscopía de fuerza atómica o microscopía de fluorescencia cuando el ADN se acopla a materiales fluorescentes.

El proceso de fabricación de origami de ADN.

Los métodos de autoensamblaje de abajo hacia arriba se consideran alternativas prometedoras que ofrecen una síntesis paralela y económica de nanoestructuras en condiciones relativamente suaves.
Desde la creación de este método, se desarrolló un software para ayudar al proceso utilizando software CAD. Esto permite a los investigadores usar una computadora para determinar la forma de crear las grapas correctas necesarias para formar una determinada forma. Uno de estos programas, llamado caDNAno, es un software de código abierto para crear tales estructuras a partir del ADN. El uso de software no solo ha aumentado la facilidad del proceso, sino que también ha reducido drásticamente los errores cometidos por los cálculos manuales.

## Aplicaciones
Se han sugerido muchas aplicaciones potenciales en la literatura, incluida la inmovilización de enzimas, los sistemas de administración de fármacos y el autoensamblaje nanotecnológico de materiales. Aunque el ADN no es la elección natural para construir estructuras activas para aplicaciones nanorrobóticas, debido a su falta de versatilidad estructural y catalítica, varios artículos han examinado la posibilidad de andadores moleculares en origami e interruptores para computación algorítmica. Los siguientes párrafos enumeran algunas de las aplicaciones reportadas realizadas en los laboratorios con potencial clínico.
Investigadores del Instituto Wyss de la Universidad de Harvard informaron sobre los recipientes de administración de medicamentos que se autoensamblan y se autodestruyen utilizando el origami de ADN en las pruebas de laboratorio. El nanorrobot de ADN que crearon es un tubo de ADN abierto con una bisagra en un lado que se puede cerrar. El tubo de ADN lleno de fármaco se mantiene cerrado por un aptámero de ADN, configurado para identificar y buscar ciertas proteínas relacionadas con enfermedades. Una vez que los nanobots de origami llegan a las células infectadas, los aptámeros se separan y liberan el fármaco. El primer modelo de enfermedad que utilizaron los investigadores fue la leucemia y el linfoma.
Investigadores del Centro Nacional de Nanociencia y Tecnología en Beijing y la Universidad Estatal de Arizona informaron sobre un vehículo de entrega de origami de ADN para doxorrubicina, un conocido medicamento contra el cáncer. El fármaco se unió de forma no covalente a las nanoestructuras de origami de ADN a través de la intercalación y se logró una alta carga de fármaco. El complejo ADN-doxorrubicina fue absorbido por células de cáncer de adenocarcinoma de mama humano (MCF-7) a través de la internalización celular con una eficacia mucho mayor que la doxorrubicina en forma libre. La mejora de la actividad de eliminación de células se observó no solo en MCF-7 regular, sino también en células resistentes a la doxorrubicina. Los científicos teorizaron que el origami de ADN cargado con doxorrubicina inhibe la acidificación lisosomal, lo que resulta en la redistribución celular del fármaco a los sitios de acción, lo que aumenta la citotoxicidad contra las células tumorales.
En un estudio realizado por un grupo de científicos del centro iNANO y el Centro CDNA de la Universidad de Aarhus, los investigadores pudieron construir un pequeño origami de caja de ADN 3D multiconmutable. La nanopartícula propuesta se caracterizó por AFM, TEM y FRET. Se demostró que la caja construida tenía un mecanismo de cierre único, que le permitía abrirse y cerrarse repetidamente en respuesta a un conjunto único de claves de ADN o ARN. Los autores propusieron que este "dispositivo de ADN se puede utilizar potencialmente para una amplia gama de aplicaciones, como el control de la función de moléculas individuales, la administración controlada de fármacos y la computación molecular".
Un equipo de bioingenieros del Instituto Wyss de la Universidad de Harvard y el Instituto de Nanotecnología y Materiales Avanzados de la Universidad Bar-Ilan informaron que los nanorrobots hechos de origami de ADN demostraron capacidades informáticas y completaron una tarea preprogramada dentro del organismo vivo. Como prueba de concepto, el equipo inyectó varios tipos de nanobots (el ADN enrollado que encierra moléculas con marcadores fluorescentes) en cucarachas vivas. Al rastrear los marcadores dentro de las cucarachas, el equipo encontró la precisión de la entrega de las moléculas (liberadas por el ADN desenrollado) en las células objetivo, las interacciones entre los nanobots y el control son equivalentes a un sistema informático. La complejidad de las operaciones lógicas, las decisiones y acciones, aumenta con el aumento del número de nanobots. El equipo estimó que la potencia informática de la cucaracha se puede escalar hasta la de una computadora de 8 bits.
El ADN se pliega en un octaedro y se recubre con una sola bicapa de fosfolípidos, imitando la envoltura de una partícula de virus. Las nanopartículas de ADN, cada una del tamaño de un virión, pueden permanecer en circulación durante horas después de inyectarlas en ratones. También provoca una respuesta inmune mucho más baja que las partículas sin recubrimiento. Presenta un uso potencial en la administración de fármacos, según informaron investigadores del Instituto Wyss de la Universidad de Harvard.

## Enfoques similares
También ha surgido la idea de utilizar el diseño de proteínas para lograr los mismos objetivos que el origami de ADN. Investigadores del Instituto Nacional de Química de Eslovenia están trabajando en el uso de un diseño racional del plegamiento de proteínas para crear estructuras muy parecidas a las que se ven con el origami de ADN. El enfoque principal de la investigación actual en el diseño de plegamiento de proteínas está en el campo de la administración de fármacos, utilizando anticuerpos unidos a proteínas como una forma de crear un vehículo específico.